# Rudolf Vogl
Rudolf Vogl (* 12. März 1934 in Hall in Tirol; † 2. Januar 2010 in Innsbruck) war ein österreichischer Schriftsteller. Er schrieb vor allem Lyrik und Mundartdichtung, aber auch Prosa und Theaterstücke.

## Leben
Rudolf Vogl wurde am 12. März 1934 als eines von acht Kindern in Hall in Tirol geboren. Sein Vater, Karl Vogl, Elektriker, und die Mutter, Katharina Planinger lernten sich in der Steiermark kennen und heirateten 1924. Die ersten drei Kinder (Wilhelmine, genannt Mini, Karl und Raimund) kamen im steirischen Öblarn auf die Welt. Später übersiedelte die Familie nach Hall in Tirol, wo 2 weitere Geschwister (Otto, August, genannt Gusti) und Rudolf selbst das Licht der Welt erblickten. Die Nachzügler Aloisia, genannt Luise und Hans kamen später, als die Familie in Innsbruck in der Weiherburggasse, im baufälligen Teil von Schloss Büchsenhausen lebte. Für die Kinder war das Schloss Büchsenhausen ein Spiele-Paradies und spielte später besonders in den Mundart-Werken von Rudolf Vogl eine bedeutende Rolle.
Den Zweiten Weltkrieg, insbesondere die Bombardierungen von Innsbruck, erlebten die „Vogls“ hautnah mit; die Kinder wurden dabei erheblich traumatisiert. Der Zweite Weltkrieg endete damit, dass der elfjährige Rudi aufgrund der katastrophalen Nahrungsmittelknappheit nur mehr 24 Kilogramm wog und daher im Rahmen einer Rot-Kreuz-Verschickung zu Pflegeeltern nach Basel in der Schweiz gelangte. Insgesamt verbrachte er fast drei Jahre dort. Später ist er in die Schweiz zurückgekehrt und arbeitete in den 1950er und 60er Jahren in Basel bei BBC (heute ABB) im Lokomotiven-Bau.
In den frühen 1950er Jahren trat Rudolf in die Fußstapfen seines Vaters und begann eine Lehre zum Elektriker, die er 1954 erfolgreich abschloss. Danach arbeitete er am Arlberg als Betriebselektriker für die Seil-Bahn auf den Galzig. In seinem später geschriebenen gleichnamigen Roman erzählt der Autor von dieser Zeit, als er in der Bergstation viele einsame, aber auch schöne und prägende Monate verbrachte. Klassische Musik aus einem Röhrenradio, das sich Rudolf für diese Zeit anschaffte, allen voran Beethoven und Schubert, begleiten ihn in vielen Nächten am Gipfelhaus; hier wurde Rudolfs große Liebe zur Musik geboren.
Nach den Jahren auf dem Galzig ging Rudolf Vogl als Elektriker in die Schweiz zur Firma BBC. Durch einen Freund lernte er zu dieser Zeit in Vorarlberg seine spätere Frau Hildegard Kloser kennen. Im September 1961 heirateten die beiden und zogen in der Folge nach Hard am Bodensee. Rudolf arbeitete aber weiterhin – dieses Mal als „Grenzgänger“- in St. Margrethen in der Schweiz. 1966 wurde eine Stelle in der HTL in Bregenz vakant und Rudolf Vogl stieg dort als Fachlehrer ein. Diesen Beruf hat er bis zu seiner Pensionierung ausgeübt. In der Folge wurden die Kinder Christoph (1962) und Martin (1964) geboren, die Ehe zerbrach aber 1973 wieder. Rudolf Vogls Lebensmittelpunkt blieb dennoch weiterhin in Vorarlberg, wo er unweit der Kinder in eine Wohnung in Bregenz zog. Anfang der 1980er Jahre heiratete Rudolf Vogl erneut und auch aus dieser Beziehung mit der neuen Frau Brigitte Völkel entstanden zwei weitere Kinder: Johanna (1982) und Felix (1984). Aber auch diese Ehe scheiterte; Ende der 1990er Jahre erfolgte die Scheidung. Nach seiner Pensionierung lebte Rudolf Vogl in Lans in der Nähe von Innsbruck bis zu seinem plötzlichen Tod im Jahre 2010.
Rudolf Vogl ist am Friedhof in St. Nikolaus begraben.

## Werk
Neben seiner Tätigkeit als Fachlehrer für Elektrotechnik an der HTL Bregenz galt Rudolf Vogls Leidenschaft ganz der Literatur, vor allem der Lyrik und Mundartdichtung. In seinen Gedichten beschreibt Vogl mit Vorliebe die Menschen und die Plätze der Stadt Innsbruck, v. a. die seiner geliebten „Koatlackn“ (= Innsbrucker Stadtteil St. Nikolaus, so benannt wegen der damals noch nicht vorhandenen Kanalisation). Als Autor und Lyriker verfasste Rudolf Vogl seit 1957 zahlreiche Beiträge in regionalen Zeitschriften und Kalendern, veröffentlichte mehrere Bücher im Berenkamp Verlag, sowie bei Ennsthaler und Steinmaßl, und gestaltete Hörfunkbeiträge unter anderem für die ORF Studios Tirol und Vorarlberg („Ein Stübele voll Sonnenschein“), die RAI Bozen und das Bayrische Fernsehen. Weiters verfasste Vogl Beiträge und Veröffentlichungen für den Tyrolia Verlage, den Tiroler Mundartkreis, den Verband für Heimatschutz und Heimatpflege und für die Tiroler Heimatblätter. Seinem großen Hörerkreis werden auch seine Lesungen, oft in Verbindung mit musikalischen Darbietungen, wie etwa in seinen letzten Jahren die Konzerte mit dem St. Daniels Quartett in der Vorarlberger Landesbibliothek, aber auch an anderer Stelle, wie zum Beispiel im Gewölbe-Keller des Schloss Büchsenhausen in Innsbruck, in lebhafter Erinnerung bleiben. 1997 wurde er für seine Prosa mit dem Rubatscher Preis ausgezeichnet. In seinem Werk spielt hauptsächlich die Stadt Innsbruck und seine Bewohner, besonders aber der Stadtteil St. Nikolaus, in dem der Autor seine Jugend verbrachte, eine besondere Rolle.

### Bücher
- Unser Leben ist Sehnsucht. Steyr: Ennsthaler 1989, 96 S.
- Hirt auf dem Felsen. Rondo cadenza [Gedichte]. Steyr: Ennsthaler 1989, 65 S.
- Da Bodleea [Lyrik]. Schnaitsee: Steinmaßl 1990, 50 S.
- Gesang zur Tiefe [Lyrik]. Sonnenreiter Publikationen, Schnaitsee: 1990, 42 S.
- Traam und Lebm. Kurzprosa in Innsbrucker Mundart. [Mit Tonbandkassette]. Schwaz: Berenkamp 1993, 128 S. (Info)
- Mir Schpinna unta ins. Kurzprosa und Lyrik in Innsbrucker Mundart. Schwaz: Berenkamp 1993, 128 S. (Info)
- Galzig [Roman]. Schwaz: Berenkamp 1995, 208 S.

### Lyrik (Auswahl)
„Vorbei – am steinernen Blau“, „Uns vorüber“, „Traum ohne Vorrang“, „Sommerlicht“, „Seidenspinner“, „Schritte“, „Rondo Cadenza“, „Grüner Veltliner und Eiskaffee“, „Gesang zur Tiefe“, „Es bückt sich die Marie“, „Asphaltglück“

### Theaterstücke und Hörspiele (Auswahl)
„Jaqueline“ – Theaterstück, „David“ – Theaterstück, „Da Alpbacha Hiasl“ – Hörspiel, „Super-Stau“ – Hörspiel, „Spurwechsel“ – Hörspiel

### Prosa (Auswahl)
„Tschakaranda“ – Kurzgeschichtensammlung mit 5 Kurzgeschichten, „Das Lichthoffenster“, „Luzia´s verlorene Jahre“, „Meine kleine Welt“, „Das Unsichtbare“, „Die Begegnung“, „Der Tüftler“ – Prosa, „Saldo“ – Prosapreis Brixen/Hall – Prosa

### Beiträge
- Aschamittwoch; Karfreitog; Oouschtasunntog; Da Aahorn farblt [Gedichte]. In: Ein Stübele voll Sonnenschein. Tiroler Mundartgedichte. Hg. Friedrich Haider. Innsbruck, Wien, München: Tyrolia 1972, S. 16; 18; 19; 26
- Im Pannoraama untn; Kaffee Zentral, Halbe drei [Prosa]; z Fuaß in die Schtatt innan [Gedicht]. In: Von A(ychwalder) bis Z(wan) – 1973. Broschüre mit Tiroler Mundartbeiträgen. Hg. Tiroler Mundartkreis im Verband für Heimatschutz und Heimatpflege. Innsbruck 1973, S. 26; 27; 68; 78
- Greizweg (Die Passion in Mundart-Prosa und Lautschrift). In: Tiroler Heimatblätter. Jg./Nr. 2, 1977, S. 84
- Im Panorama untn. In: Tiroler Mundart-Lesebuch. Hg. Hubert Brenn. Berwang: Steiger 1986, S. 94
- Da Fredl. A Gschicht fia di schtille Zeit. In: Neue Weihnachtserzählungen. Hall: Berenkamp 1997, S. 105–109